# Avanti! (film)
Avanti! is een Amerikaanse filmkomedie uit 1972 onder regie van Billy Wilder. Het scenario is gebaseerd op het gelijknamige toneelstuk uit 1968 van de Amerikaanse auteur Samuel A. Taylor.

## Verhaal
De Amerikaanse industrieel Wendell Armbruster reist naar Italië om er het lichaam op te halen van zijn vader, die omgekomen is bij een auto-ongeluk. Daar ontdekt hij dat zijn vader een relatie had met de moeder van het Britse winkelmeisje Pamela Piggott.

## Rolverdeling
| Acteur                | Personage              |
| --------------------- | ---------------------- |
| Jack Lemmon           | Wendell Armbruster jr. |
| Juliet Mills          | Pamela Piggot          |
| Clive Revill          | Carlo Carlucci         |
| Edward Andrews        | J.J. Blodgett          |
| Gianfranco Barra      | Bruno                  |
| Franco Angrisano      | Arnold Trotta          |
| Pippo Franco          | Mattarazzo             |
| Franco Acampora       | Armando Trotta         |
| Giselda Castrini      | Anna                   |
| Raffaele Mottola      | Douanebeambte          |
| Lino Coletta          | Cipriani               |
| Harry Ray             | Dr. Fleischmann        |
| Guidarino Guidi       | Ober                   |
| Giacomo Rizzi         | Barman                 |
| Antonino Faà di Bruno | Conciërge              |